# Cyjanelle

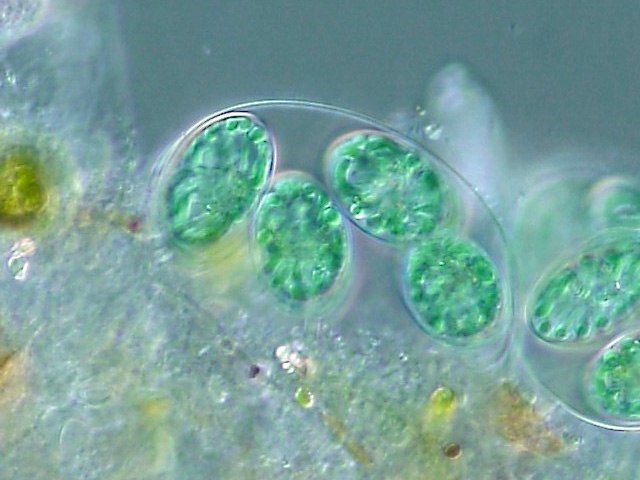
Glaukofit zawierający cyjanelle funkcjonujące jak chloroplasty

Cyjanella – jednokomórkowa sinica żyjąca wewnątrz ciała innego organizmu jako endosymbiont. Gospodarzem są protisty, grzyby lub rośliny. Taki symbiotyczny układ (organizm) określany jest jako endocyjanoza.  Przykładami endosymbiozy sinic są współżycie sinicy z rodzaju Calothrix (C. chapmanii ) z zielenicą z rodzaju Enteromorpha, Richelia intracellularis z okrzemką Rhizosolenia i in. W niektórych przypadkach symbiotyczne sinice nie są wyróżniane własną nazwą, zwłaszcza gdy pozostają w całkowitej zależności od gospodarza, razem z nim się rozmnażają i nie są w stanie żyć samodzielnie. Tak jest w przypadku sinic współżyjących z należącym do grupy Rhizaria amebokształtnym pierwotniakiem z rodzaju Paulinella (P. chromatophora), podobnych do sinic z rodzaju Synechococcus. Jako chloroplasty traktowane są również sinice współżyjące z glonami z typu glaukofitów – Skujapelta nuda występująca u Glaucocystis czy Cyanocyta u Cyaonophora paradoxa. Niegdyś glaukofitami określano wszystkie takie symbiotyczne układy "glonów bezzieleniowych" i sinic, przyznając, że takie kryterium wyróżnia grupę sztuczną, obecnie nazwą tą określa się grupę pierwotnych roślin liczącą kilkanaście znanych gatunków, będącą siostrzaną linią dla krasnorostów i zielenic (z tzw. roślinami lądowymi). Endosymbioza sinic u glaukofitów jest uznawana za konserwatywny model ewolucji chloroplastów wyróżniający się m.in. zachowaniem typowej dla sinic (i innych bakterii) peptydoglikanowej błony, która zapewne występowała u przodków chloroplastów, ale u innych grup zanikła. Jest to też przykład pokazujący, że granica między uznaniem za endosymbiotyczny organizm a za autonomiczne organellum jest arbitralna.
Cyjanella dostarcza gospodarzowi wytworzonych w czasie fotosyntezy węglowodanów, a także często – dzięki zdolności sinic do wiązania atmosferycznego azotu – związków azotu, przez co ten może funkcjonować w warunkach niekorzystnych dla osobników pozbawionych cyjanelli, pobiera zaś od niego składniki mineralne oraz metabolity, których nie jest w stanie wytworzyć.